# Dragon Ball GT: Transformation
Dragon Ball GT: Transformation – gra komputerowa z gatunku bijatyk (dokładniej - beat'em up), stworzona przez Webfoot Technologies i wydana w roku 2005 przez Atari na konsolę Game Boy Advance. Została oparta na 3 serii anime w świecie Dragon Ball.

## Fabuła
Gra oparta jest na pierwszych wydarzeniach z serii anime. Starszy już Pilaf odnajduje smocze kule i przypadkiem zamienia Son Goku w dziecko. Jednocześnie wykorzystanie mocy smoczych kul sprawia, że te zostają rozrzucone po kosmosie. Son Goku, wraz ze swoją wnuczką Pan, i Trunksem, synem Vegety wyruszają na ich poszukiwanie.

## Rozgrywka
Gra jest chodzoną bijatyką, zbliżoną stylem do Final Fight - gracz idzie w prawo, i walczy z kolejnymi falami wrogów. Postacie potrafią również używać charakterystycznych dla serii ataków energetycznych. Możliwe jest też dowolne przełączanie się między trzema wybranymi postaciami, w grze jest łącznie 9 dostępnych, przełączanie jest dostępne pod klawiszem Select.